# قمعية صولجانية
قمعية صولجانية هو نوع من القمعية من ماديرا.